# Eleonora Aguiari
Eleonora Aguiari   (Gènova, 1973) és una artista d’instal·lacions italiana, que viu entre Londres i París. El seu treball més conegut va consistir a embolicar una estàtua històrica a Londres amb cinta vermella.

## Biografia
Eleonora Aguiari va néixer a Gènova, Itàlia. Va estudiar filosofia a la Universitat de Milà. El 1990 va fundar i va ser directora d'editors Zanzibar a Milà, amb la publicació de 50 títols. Va escriure dos llibres, inclòs Milanoetnica amb Marina Gersony. Es va traslladar a Londres el 1998, on va estudiar al Chelsea College of Art and Design, al Central St Martins College of Art and Design i al Royal College of Art (RCA).

## Carrera artística
El 2004, per l'últim espectacle al Royal College of Art, Aguiari va embolicar una estàtua eqüestre de Lord Napier de Magdala, situada a la Queen's Gate a l'oest de Londres, amb una cinta adhesiva de color vermell brillant, que donava l'aspecte d'una estàtua pintada de vermell. Per fer-ho, necessitava cartes d’autorització del rector RCA, un professor, del departament de conservació del Victoria and Albert Museum i del departament de conservació de RCA, proves de bronze, una llicència de bastides, una assegurança d’indemnització i el permís d'English Heritage (propietari de l'estàtua), la ciutat de Westminster, els districtes de Chelsea i Kensington (el seu límit divideix la longitud del cavall) i l'actual Lord Napier.
Quatre persones treballant durant quatre dies van aplicar una capa d’embolcall i gairebé 80 rotlles de cinta adhesiva vermella. Aguiari la va descriure com "una acció zen allà dalt enmig del trànsit, però sola amb una bella estàtua. Tots els detalls de l'estàtua són perfectes i lleugerament més grans del normal", i va dir que" s'hauria de tractar l'estàtua que simbolitza el passat militar o l'imperialisme per fer visibles els temes del passat".
Malgrat l'autorització oficial i el caràcter temporal de la seva acció, la cobertura de premsa internacional, inclosa una foto de l'agència de premsa Reuters reproduïda al Daily Times of Pakistan, va assegurar que es produís una certa controvèrsia.
Aguiari no coneixia l'ús metafòric del terme " Red tapeburocràcia " (que significa burocràcia pedant), però això va ser vist per la firma publicitària de Saatchi i Saatchi, que volia utilitzar la seva idea per a una " campanya publicitària conservadora " i li va demanar que emboliqués una ambulància amb paperassa. Ella va rebutjar la invitació.
El 2005 va ser una de les artistes seleccionades per al primer espectacle BLOC, promogut per Bowieart al County Hall, Londres.
El 2005–6 va mostrar una escultura a la plaça Bishops, a Spitalfields, East London, patrocinat pel Grup de Desenvolupament de Spitalfields. Aquesta era una silueta de la propera Christ Church Spitalfields i tenia un color vermell brillant.
Les mostres col·lectives han inclòs Tomato Gallery (2001) i Bloomberg Space (2004). Les seves instal·lacions a gran escala inclouen Lamont Road Passage, Chelsea, Londres, (2003) i Fontebianca (2003).